# Erwin Riezler
Erwin Riezler (* 28. Juni 1873 in Donaueschingen; † 14. Januar 1953 in München) war ein deutscher Rechtswissenschaftler.

## Leben
Der Sohn des Historikers Sigmund von Riezler absolvierte 1891 das Wilhelmsgymnasium in München. Er studierte Rechtswissenschaften an den Universitäten München und Berlin. Während seines Studiums wurde er Mitglied des AGV München. Nach den Staatsexamina wurde er 1897 in München (Das Wechselaccept bei Mangel im Deckungs- und im Valutaverhältnis) promoviert. 1900 folgte ebendort die Habilitation für Bürgerliches und Römisches Recht (Der Werkvertrag nach dem Bürgerlichen Gesetzbuche für das Deutsche Reich).
Von 1902 bis 1913 lehrte er als außerordentlicher Professor an der Universität Freiburg im Breisgau. Anschließend wurde Riezler ordentlicher Professor an der Universität Erlangen, wo er 1923/24 auch Rektor war. Berufungen nach Prag und Halle lehnte Riezler ab. 1926 kehrte er nach München zurück und lehrte Deutsches Bürgerliches und Römisches Recht sowie Zivilprozessrecht. Dem Nationalsozialismus stand er distanziert gegenüber. 1938 wurde er emeritiert, nahm jedoch 1946 seine Lehrtätigkeit wieder auf und führte sie bis kurz vor seinem Tod weiter. Riezler war ab 1947 Mitglied der Bayerischen Akademie der Wissenschaften und Mitglied der Mainzer Akademie der Wissenschaften und der Literatur. Aus seiner ersten Ehe hatte Riezler einen Sohn, den Physiker Wolfgang Riezler. Nach dem frühen Tod seiner ersten Frau heiratete er Lila, Tochter des Zoologen und Geographen Friedrich Ratzel. Aus der zweiten Ehe stammt eine Tochter.
Die Schwerpunkte seiner Tätigkeit lagen im bürgerlichen Recht, Urheberrecht, Internationalen Recht, den ausländischen Rechte und der Rechtsphilosophie. Bedeutsam wurde neben seiner Kommentierung des Allgemeinen Teils in Staudingers Kommentar zum Bürgerlichen Gesetzbuch seine Untersuchung zur Unzulässigkeit des Venire contra factum proprium. Mit seiner Arbeit Internationales Zivilprozessrecht und prozessuales Fremdenrecht von 1949 konnte er eine in Deutschland noch unbekannte Spezialdisziplin erschließen.

## Schriften (Auswahl)
- Das Wechselaccept bei Mangel im Deckungs- und im Valutaverhältnis. Kastner & Lossen, München 1896 (Dissertation, Universität München, 1897).
- Der Werkvertrag nach dem Bürgerlichen Gesetzbuche für das Deutsche Reich. G. Fischer, Jena 1900 (Habilitationsschrift, Universität München, 1900).
- Deutsches Urheber- und Erfinderrecht: Eine systematische Darstellung. Erschienen nur: Abt. 1: Allgemeiner Teil. Besonderer Teil: Urheberrecht an Schriftwerken und Tonwerken, Urheberrecht an Kunstwerken und Photographien, Geschmacksmusterrecht. Schweitzer, München/Berlin 1909.
- Venire contra factum proprium: Studien im Römischen, Englischen und Deutschen Civilrecht. Duncker & Humblot, Leipzig 1912.
- mit Theodor Loewenfeld: Allgemeiner Teil (= Kommentar zum Bürgerlichen Gesetzbuch und dem Einführungsgesetze. Bd. 1). 7./8. Auflage. Schweitzer, München 1912; 9. Auflage 1925; 10. Auflage (ohne Loewenfeld) 1936.
- Das Rechtsgefühl. Rechtspsychologische Betrachtungen. Schweitzer, München 1921; 2., umgearbeitete Auflage: Biederstein, München 1946; 3., unveränderte Auflage: Beck, München 1969.
- Internationales Zivilprozessrecht und prozessuales Fremdenrecht. De Gruyter, Berlin 1949.